# Blue Velvet (píseň, Lana Del Rey)
Blue Velvet je píseň od The Clovers z roku 1954, kterou přezpívala americké zpěvačka Lana Del Rey. Byla vydána dne 20. září 2012, jako singl z jejího třetího EP Paradise. V originále je napsána Bernie Waynem a Lee Morrisem, ale produkce pro verzi Del Rey se ujal Emile Haynie. Vyšla pod vydavatelstvím Interscope. Skladba byla použita v reklamě pro oděvní značku H&M, které dělala Del Rey tvář pro podzim 2012.

## Hudební video
Videoklip byl vydán 19. září 2012 a sloužil jako reklama pro H&M na podzimní kolekci. Režisérem videa je Johan Renck.

## Hudební příčky
| Žebříček (2012)                              | Nejvyšší umístění |
| -------------------------------------------- | ----------------- |
| Francie (SNEP)                               | 40                |
| Německo (Media Control Charts)               | 49                |
| Rakousko (Ö3 Austria Top 40)                 | 40                |
| Španělsko (PROMUSICAE)                       | 44                |
| Švýcarsko (Schweizer Hitparade)              | 42                |
| Spojené království (Official Charts Company) | 60                |